# Беш-Терек (Нарынская область)
Беш-Терек (кирг. Беш-Терек) — село в Жумгальском районе Нарынской области Кыргызстана. Входит в состав айылного аймака Чаек.

## География
Село расположено в северо-западной части области, на правом берегу реки Джумгал, на расстоянии приблизительно 0,5 километра (по прямой) к юго-западу от села Чаек, административного центра района. Абсолютная высота — 1609 метров над уровнем моря.

## Население
Согласно оценочным данным Национального статистического комитета Кыргызской Республики, численность населения села на начало 2023 года составляла 933 человека.
| год     | 2009 | 2014 | 2015 | 2020 | 2021 | 2023 |
| ------- | ---- | ---- | ---- | ---- | ---- | ---- |
| человек | 684  | 790  | 812  | 876  | 868  | 933  |